# Château du Raincy
Le château du Raincy est un château, aujourd'hui disparu, qui a été construit entre 1643 et 1650 pour Jacques Bordier, intendant des finances, à l'emplacement d'un ancien prieuré de l'abbaye bénédictine de Tiron sur la route de Paris à Meaux, sur la commune actuelle du Raincy (Seine-Saint-Denis). Il a été détruit en 1819.

## Histoire

### Avant le château classique
Situé au moyen-âge dans la forêt de Bondy, Rincis, fut un lieu dit, où était situé un bien d'église, mouvant de l'abbaye de Tiron et où fut aménagé un établissement religieux.
Au début du XVIe siècle, Pierre Julien, avocat au Parlement, possède au Raincy un fief avec manoir, relevant de l'abbaye de Chelles. Mort en 1529, il a pour successeur son fils, Nicolas Julien, également avocat au Parlement, auquel succède sa fille, Madeleine Julien, dame du Raincy, mariée avec Alexandre Regnart, avocat au Parlement. Ces derniers agrandissent le domaine du Raincy, qui passe après eux, vers 1580, à Marthe Regnart, épouse de Philippe Jabin, conseiller au Parlement, puis à leur fils, Philippe II Jabin, seigneur du Raincy, mort en 1625. Après lui, le domaine, voué à l'agriculture, est vendu à Jean Hérouard, puis revendu après la mort de ce dernier, survenue en 1638.

### Le château de Jacques Bordier

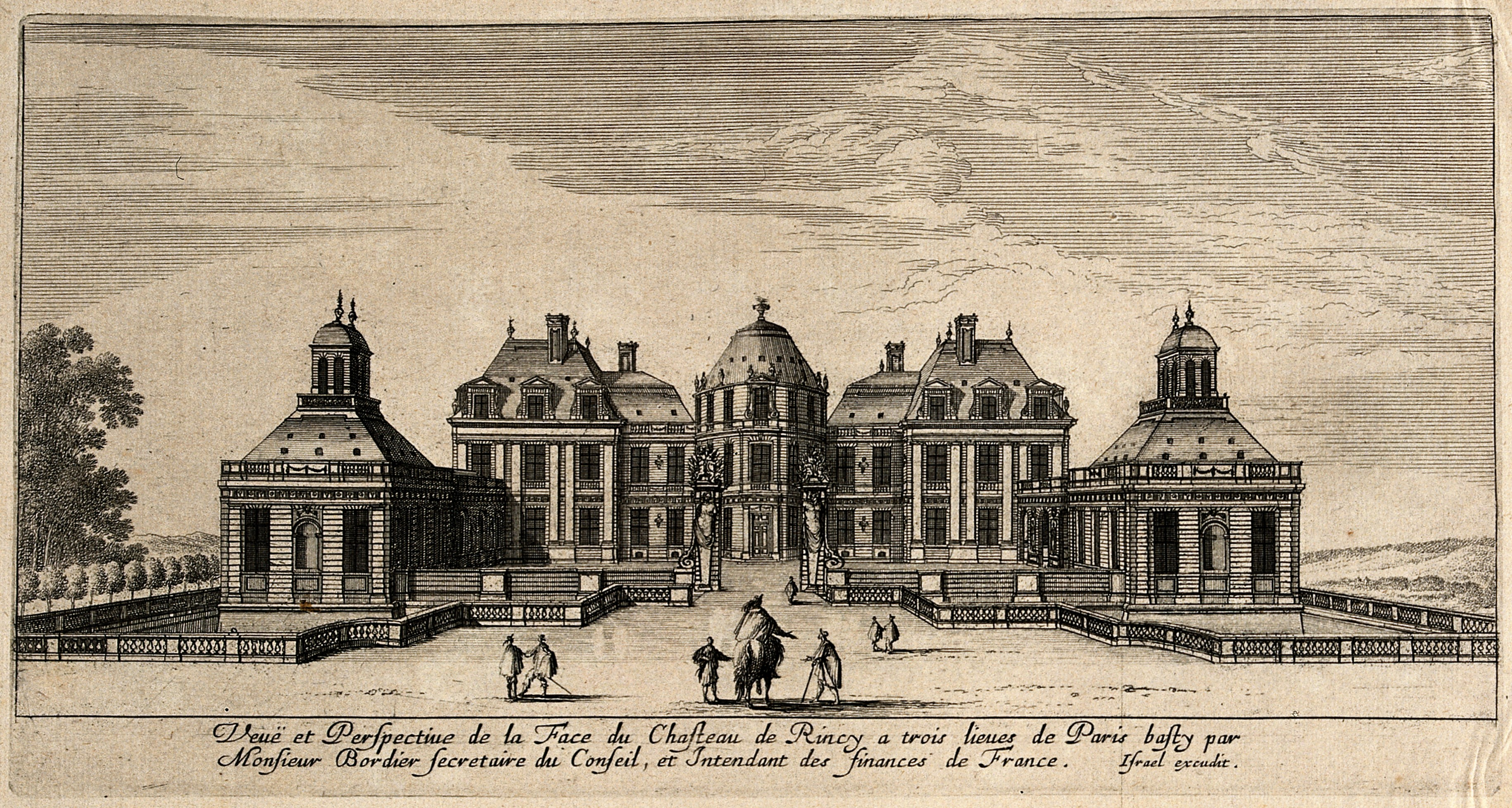
Le château du Raincy du côté de l'entrée.

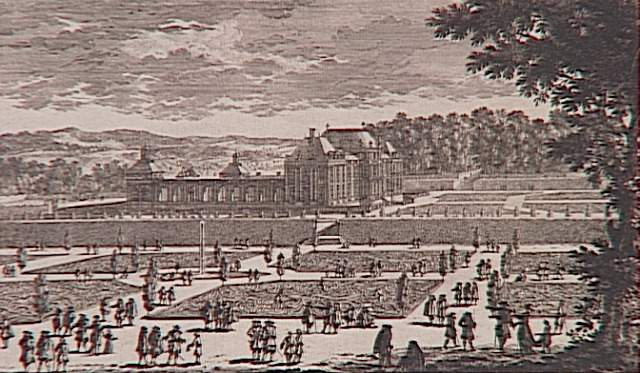

En 1639, « la terre des Rincis » est achetée par Jacques Bordier, conseiller d'État et intendant des finances du roi Louis XIII, qui métamorphose les lieux en faisant construire en 1640, à l'emplacement d'un prieuré tombé en ruine, un château d'une magnificence royale. Louis Le Vau fut chargé de la construction du bâtiment et, selon la tradition, André Le Nôtre des jardins et Charles Le Brun de la décoration intérieure à laquelle travaillèrent également François Perrier, Van Obstal, Charles-Alphonse Dufresnoy, Philippe de Buyster, Louis Testelin et Giovanni-Francesco Romanelli. 
Entouré de fossés secs et flanqué de cinq pavillons, le château du Raincy était une demeure d'une magnificence royale. Les écuries monumentales pouvaient accueillir 200 chevaux. Le parc de 240 hectares était l'un des plus vastes de la région parisienne. Les travaux coûtèrent la somme fabuleuse de 4 500 000 livres et engloutirent la fortune de Jacques Bordier. Le roi Louis XIV, accompagné de sa mère Anne d'Autriche, vint spécialement inaugurer le château, dont la notoriété était parvenue jusqu'à la cour.

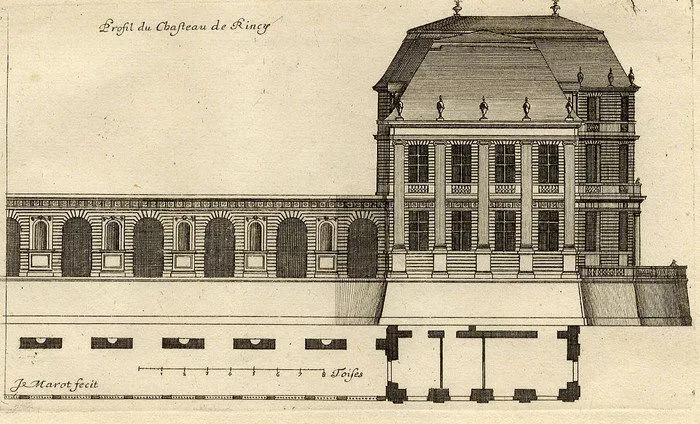
Château du Raincy - Vue de profil - Jean Marot

Vers 1652, Bordier reçut la permission d'enclore le parc, que, jusque-là, rien ne permettait de distinguer de la vaste forêt de Bondy.

### La princesse palatine, Anne de Gonzague de Clèves
À la mort de Jacques Bordier, en 1660, le domaine passe à son fils, Hilaire Bordier, qui le vend le 12 septembre 1663 à la princesse palatine, Anne de Gonzague de Clèves, épouse d'Édouard de Bavière (Pfalz-Simmern), prince Palatin du Rhin.
A son invitation, Molière donne au Raincy en 1664 la première représentation de Tartuffe.
La Palatine est proche du Grand-Condé, père de l'un de ses gendres, Henri-Jules de Bourbon-Condé, qui, l'un et l'autre, séjournent fréquemment au Raincy.
À la mort de la Palatine, en 1684, le domaine passe à ses trois filles, entre lesquelles il reste en indivision, jusqu'à ce qu'elles le vendent en 1694 à Louis II Sanguin, marquis de Livry, premier maître d'hôtel du Roi, capitaine des chasses de Livry et de Bondy.

### Le marquis de Livry
En 1697, le marquis de Livry obtient le rattachement du domaine du Raincy à son marquisat de Livry, puis en 1700 le détachement du domaine du Raincy de la paroisse de Bondy et son rattachement à celle de Livry. Proche de la cour, le marquis de Livry reçoit au Raincy de nombreux membres de la famille royale. En quittant Paris après sa visite en 1717, le tsar Pierre le Grand fait étape au Raincy.
A sa mort, en 1723, Louis II Sanguin de Livry a pour successeur, son fils Louis Sanguin de Livry, chef d'escadre des armées navales, chevalier de l'ordre du Roi, qui héberge au Raincy le poète Alexis Piron. Louis Sanguin de Livry meurt en 1741, laissant le Raincy à son fils, Paul Sanguin, aussi premier maître d'hôtel du Roi, mort en 1758.
Après ce décès, son héritier, son frère, Hippolyte François Sanguin, marquis de Livry, vend le Raincy en 1769 à Louis-Philippe d'Orléans, duc d'Orléans (1725-1785).

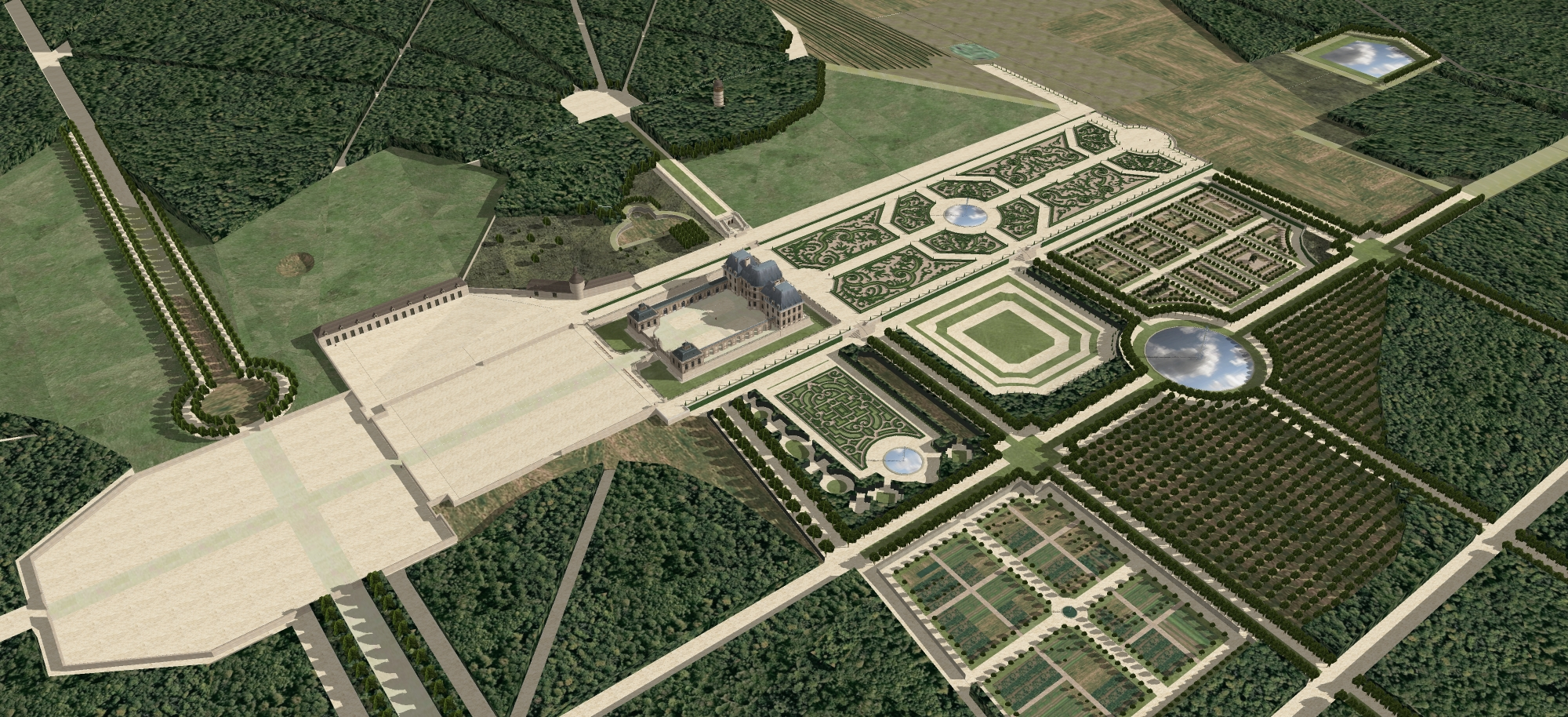
Vue cavalière du domaine du Raincy en 1663.
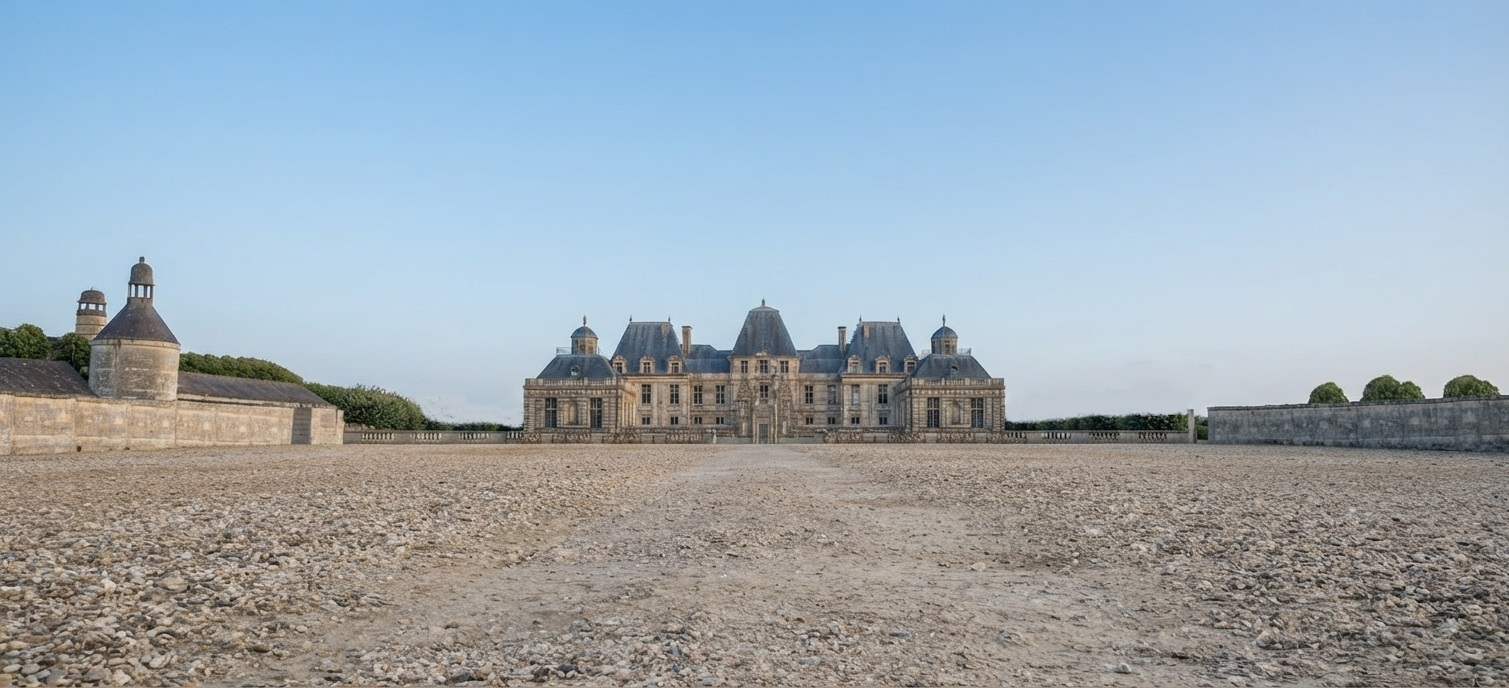
Vue du château depuis l'entrée.
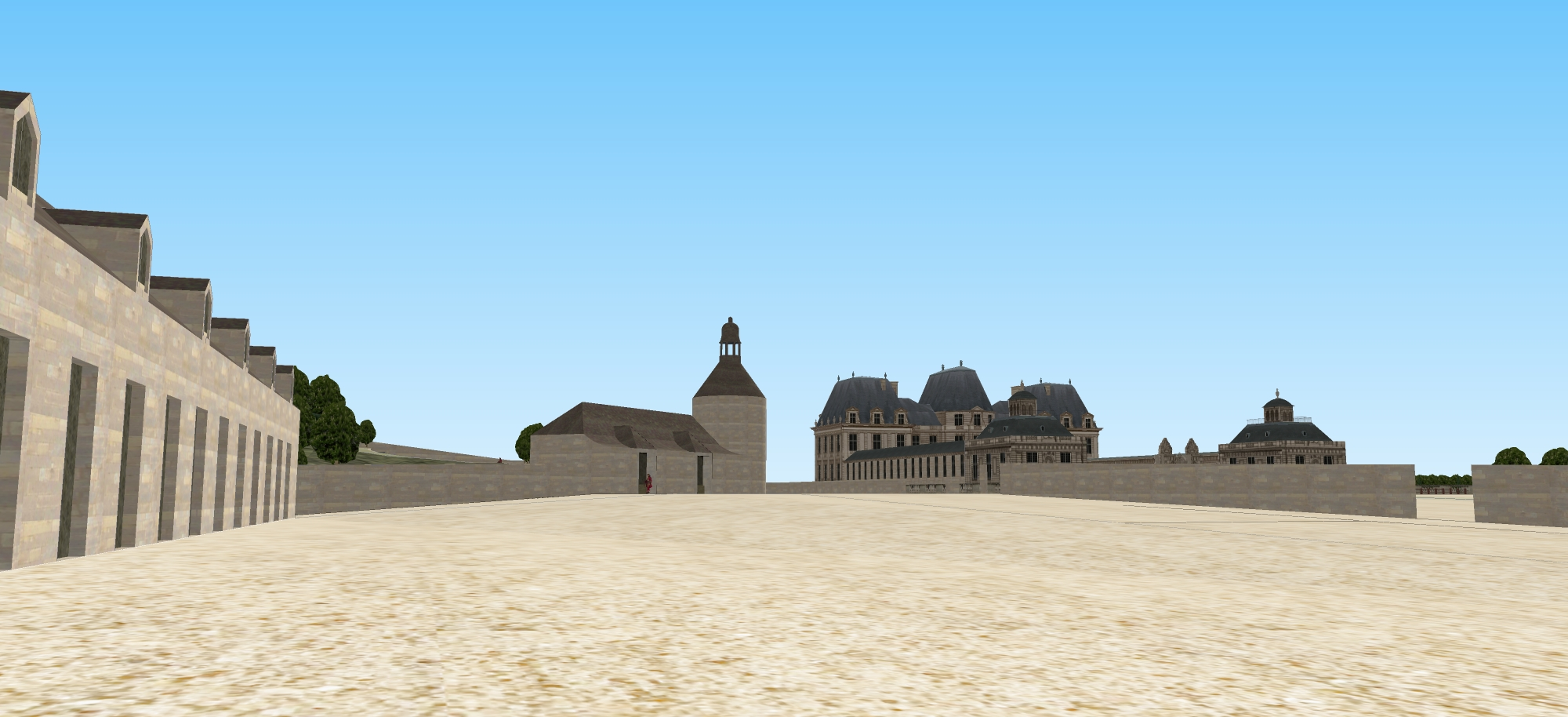
Vue depuis les écuries du château.
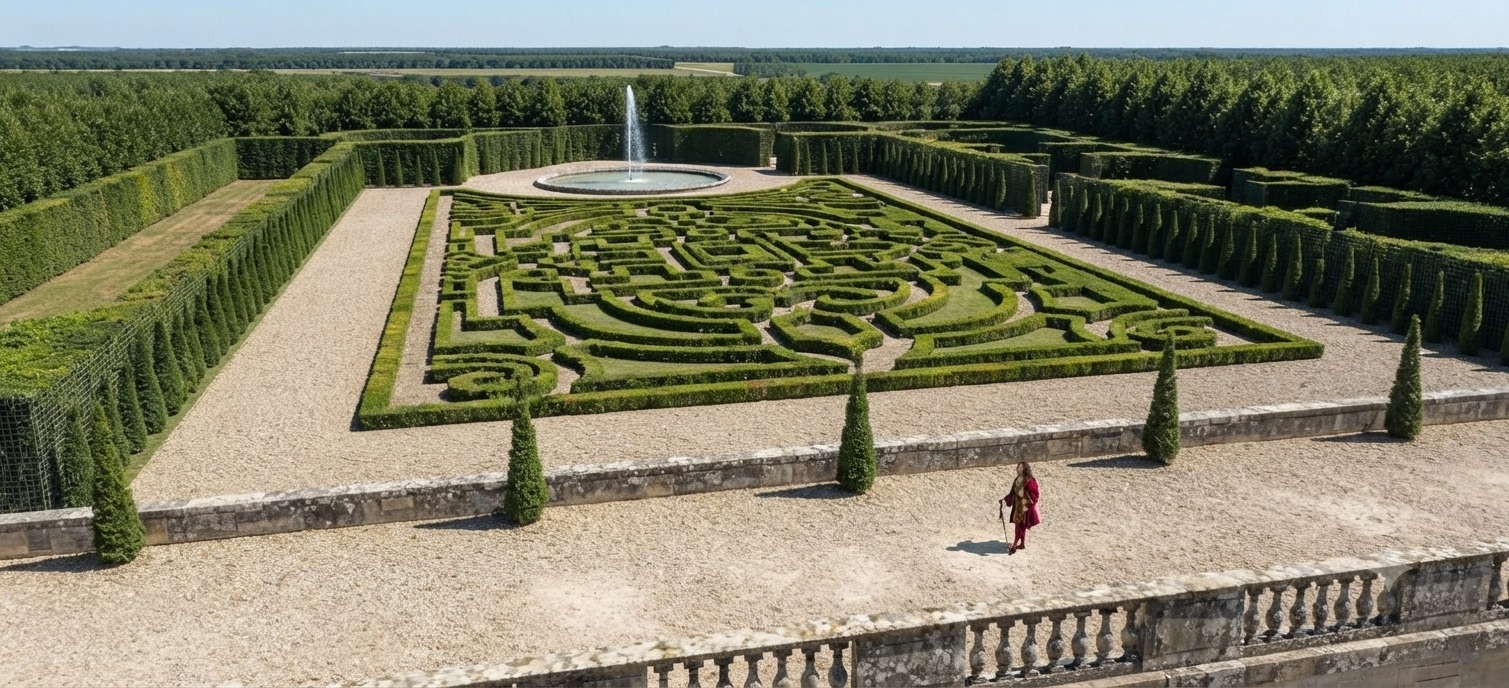
Vue du parterre de broderies tracées "à l'Anglaise".
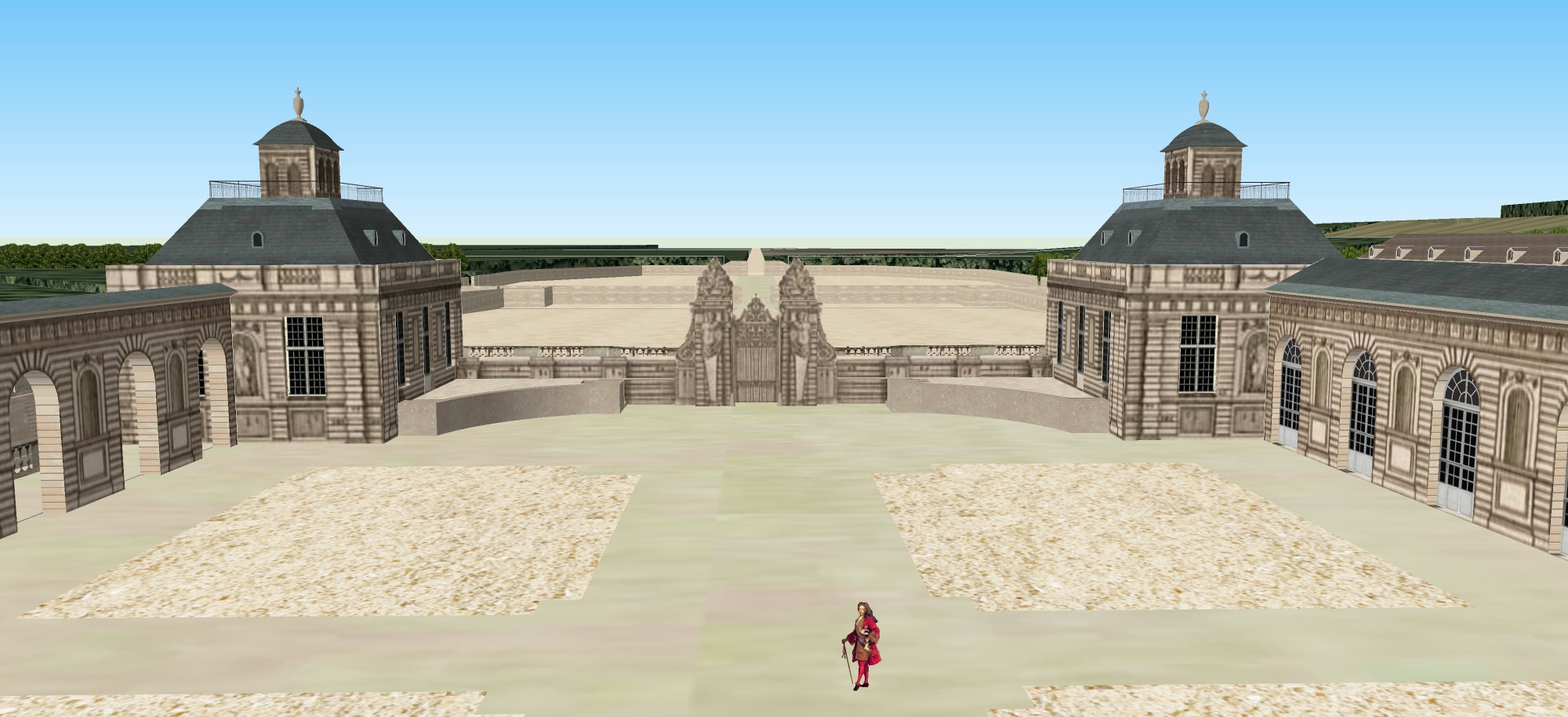
Vue depuis le salon ovale, au premier étage du château, en direction de la cour.
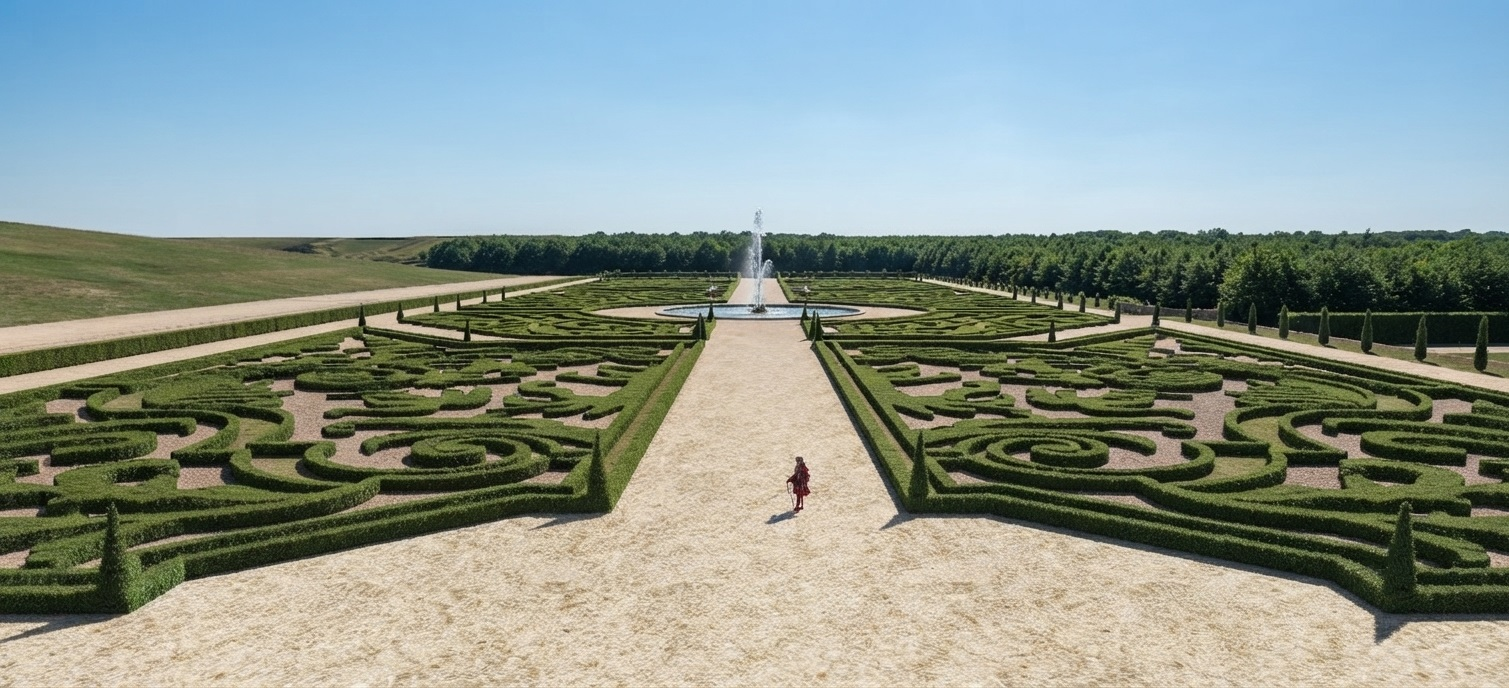
Vue de la perspective depuis le Salon Ovale, au premier étage du château.
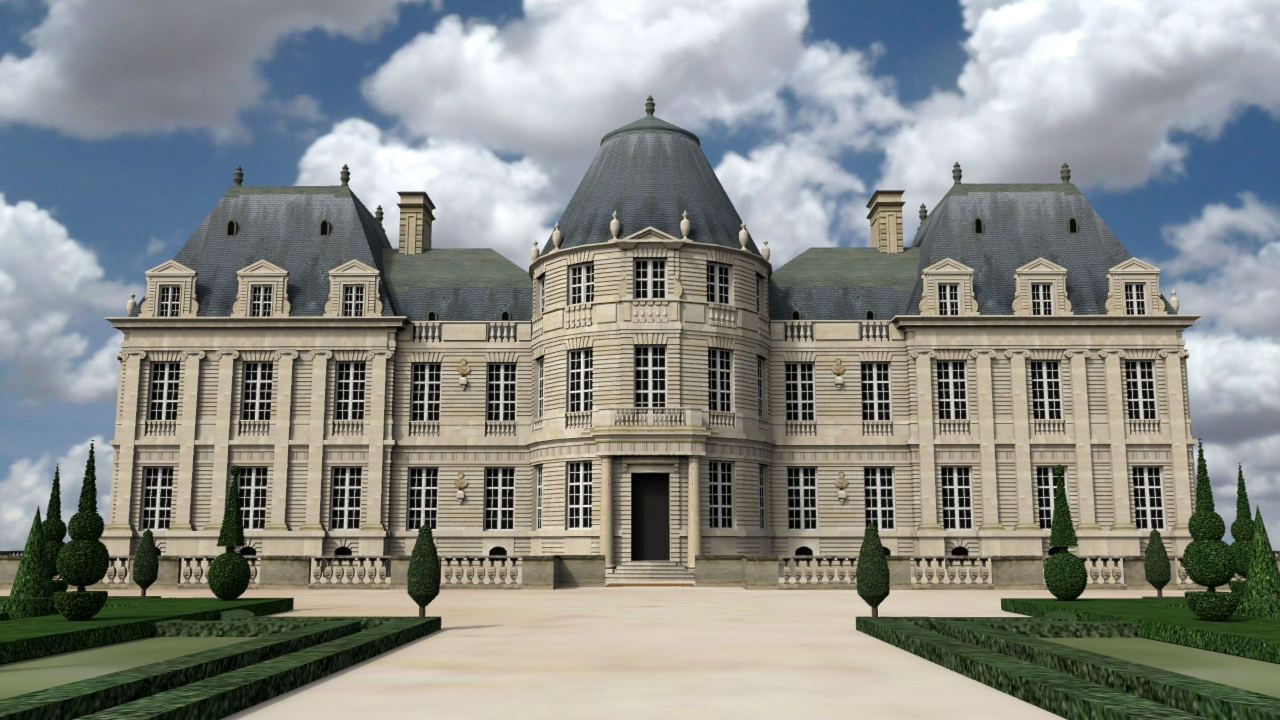
vue du château depuis le début du parterre.
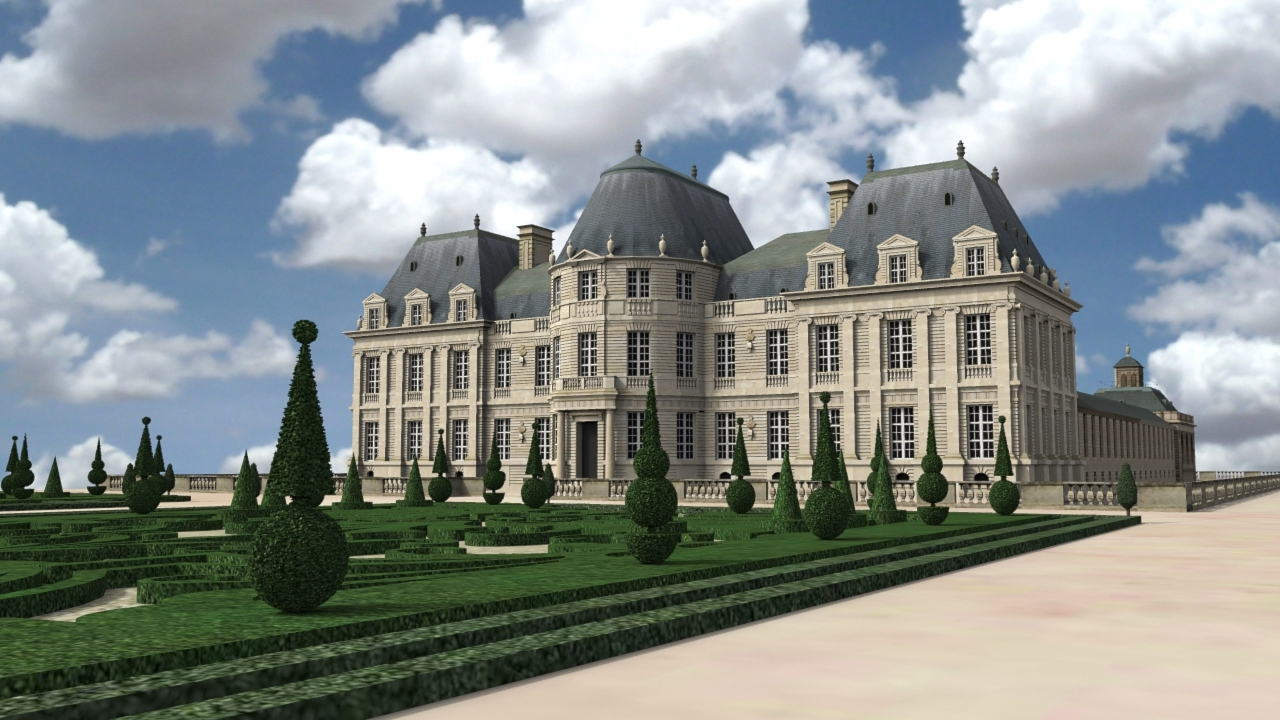
Vue du château de biais, du côté du parterre.
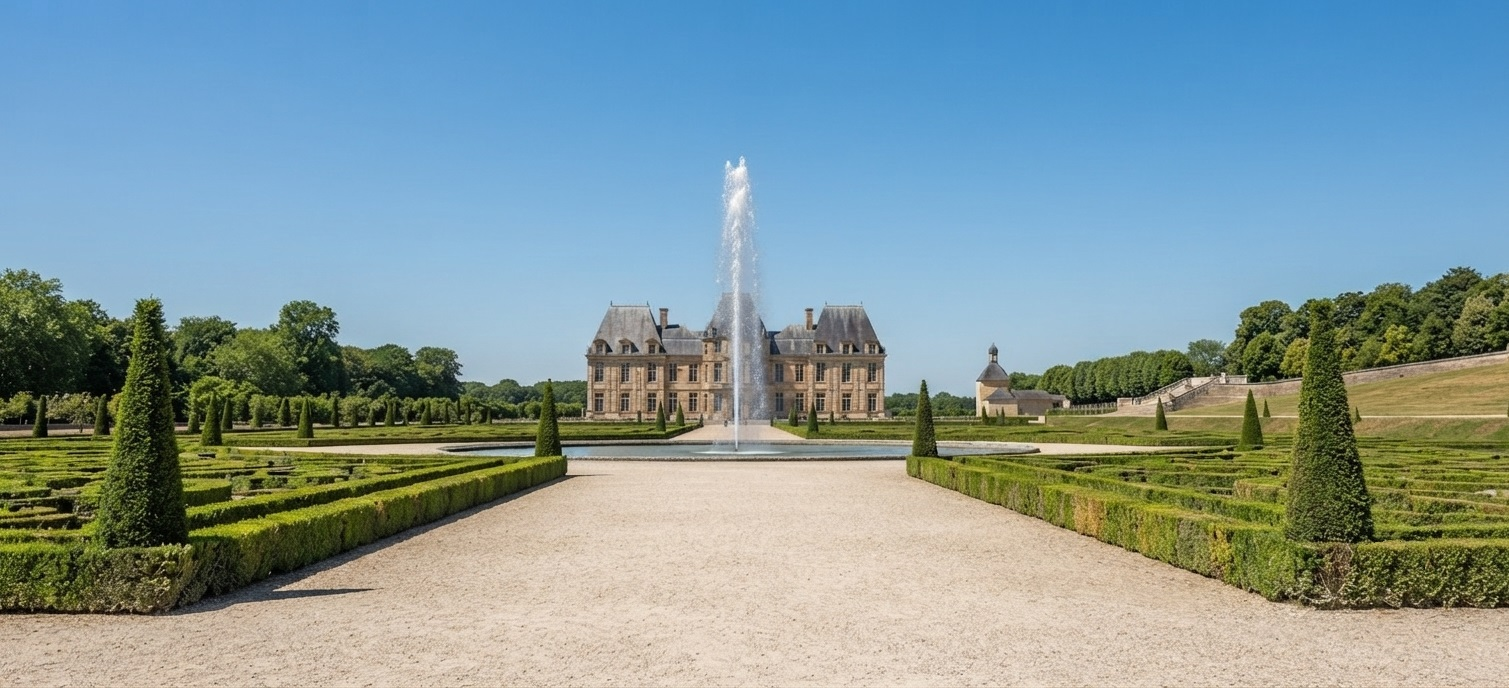
Vue depuis le parterre en direction du château.
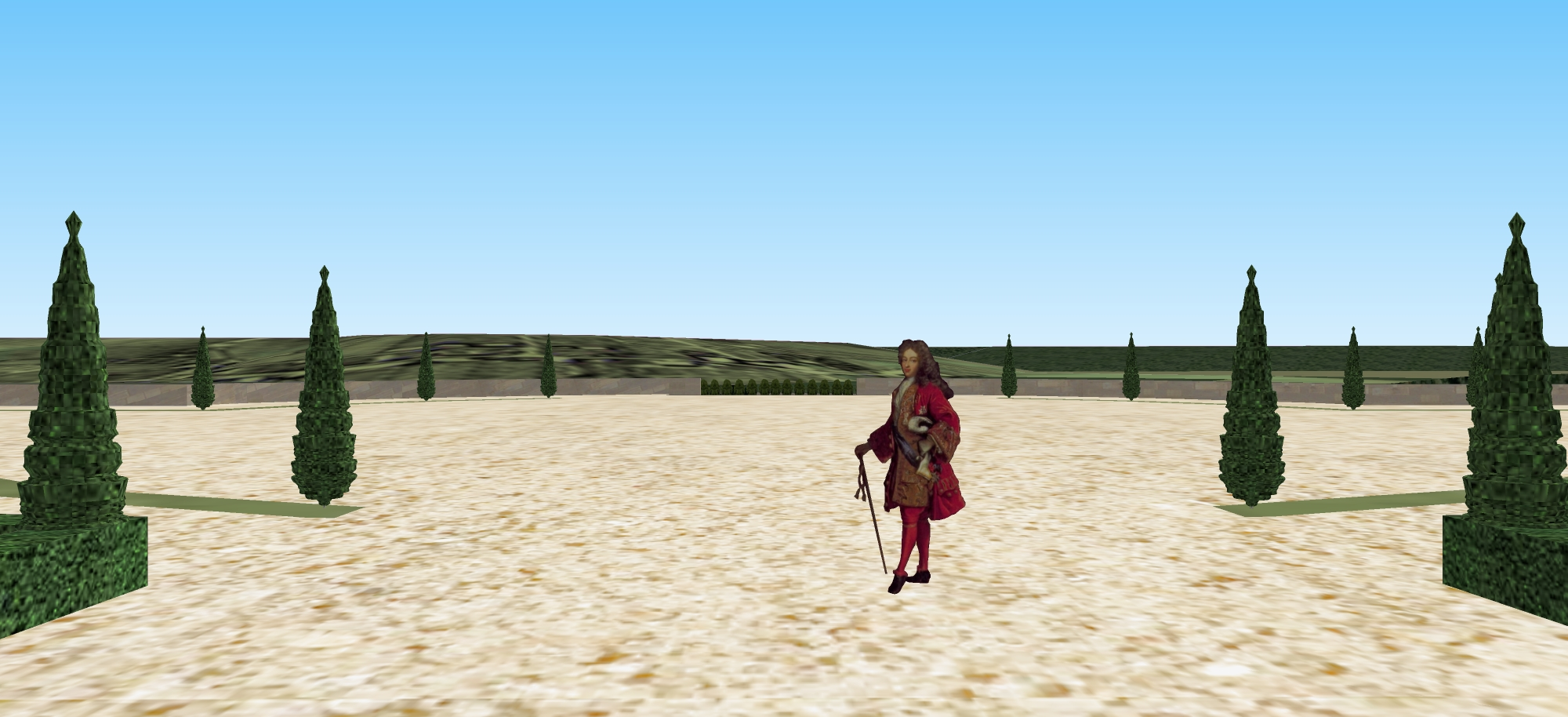
Vue depuis le bout du parterre. Le jardin semble s'achever.
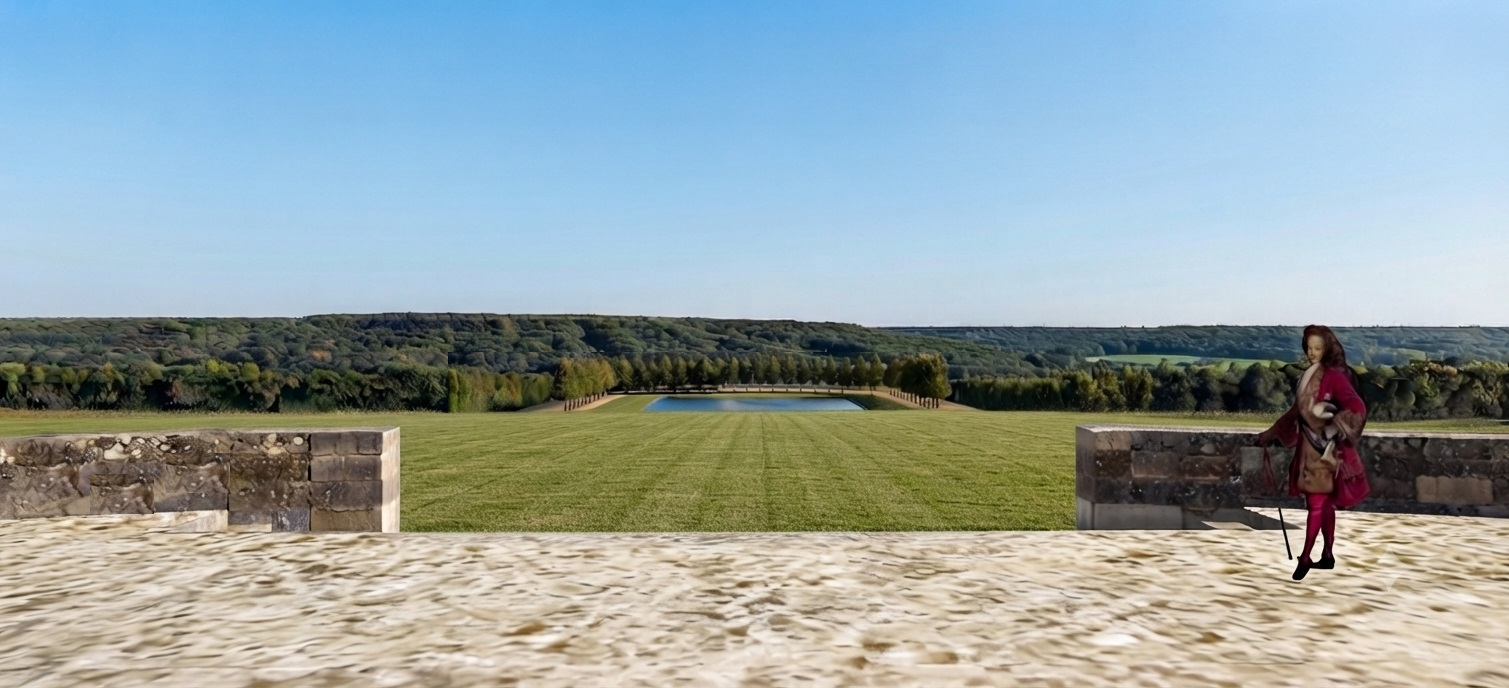
Vue depuis l'escalier du bout de la perspective.
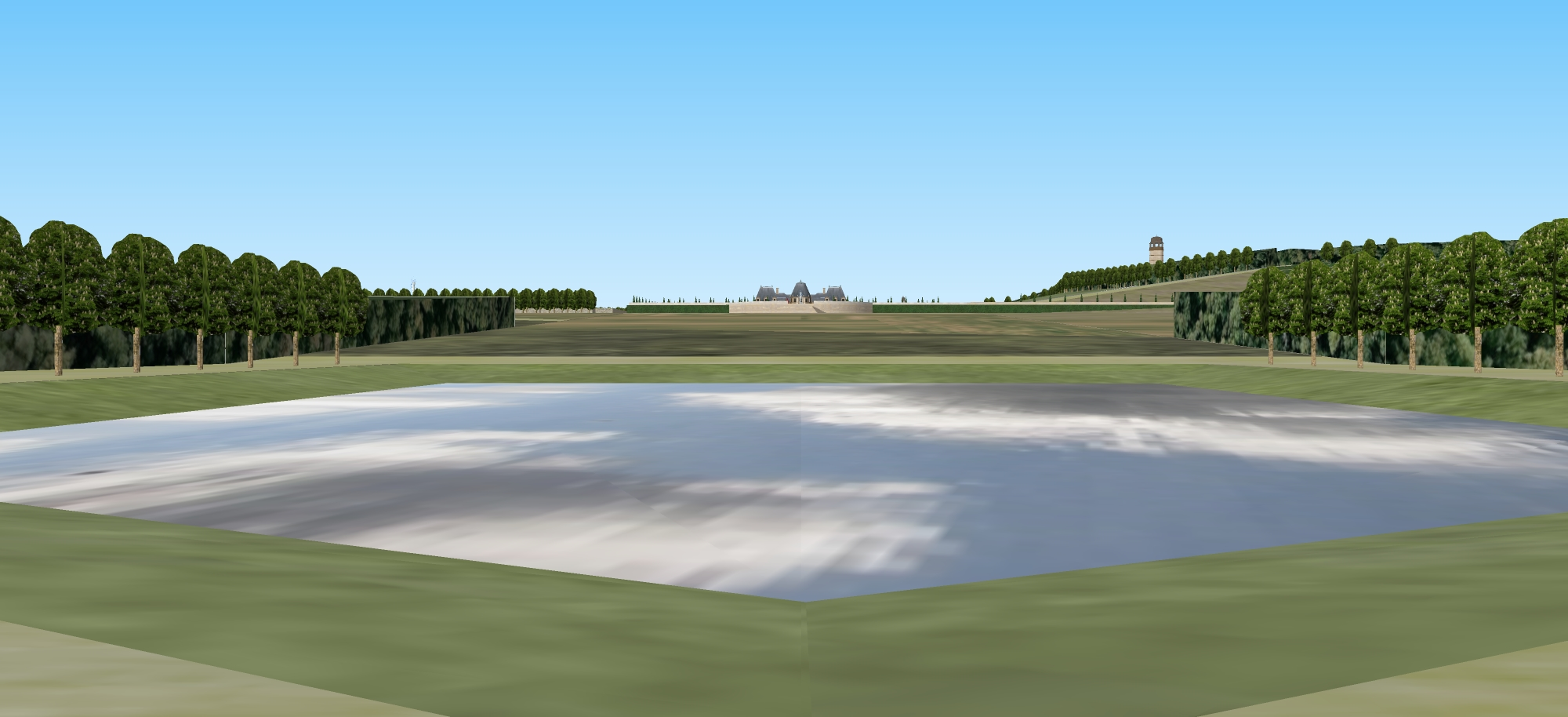
Vue depuis le bout de l'étang, en direction du château. La composition rappelle Chaville.
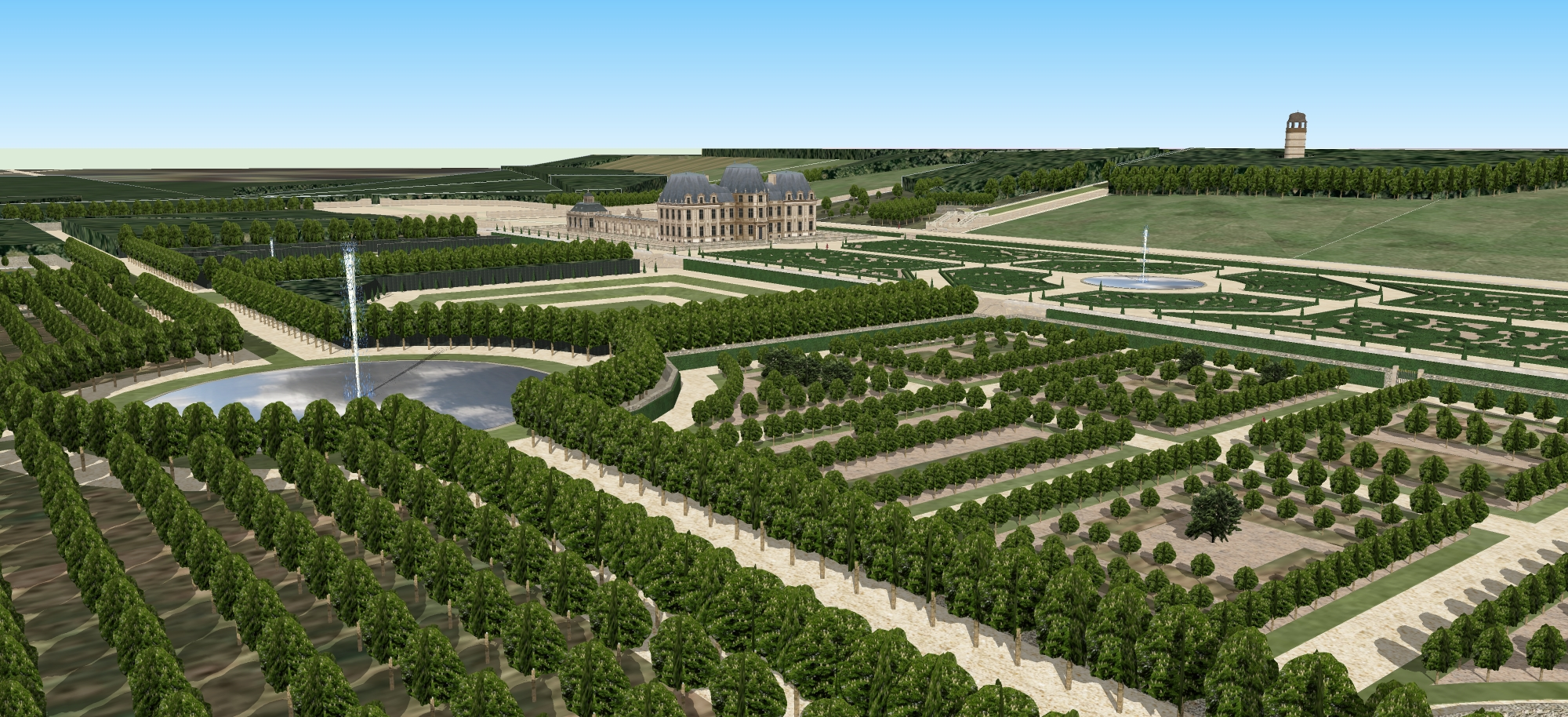
Vue aérienne du domaine, avec les plantations fruitières.
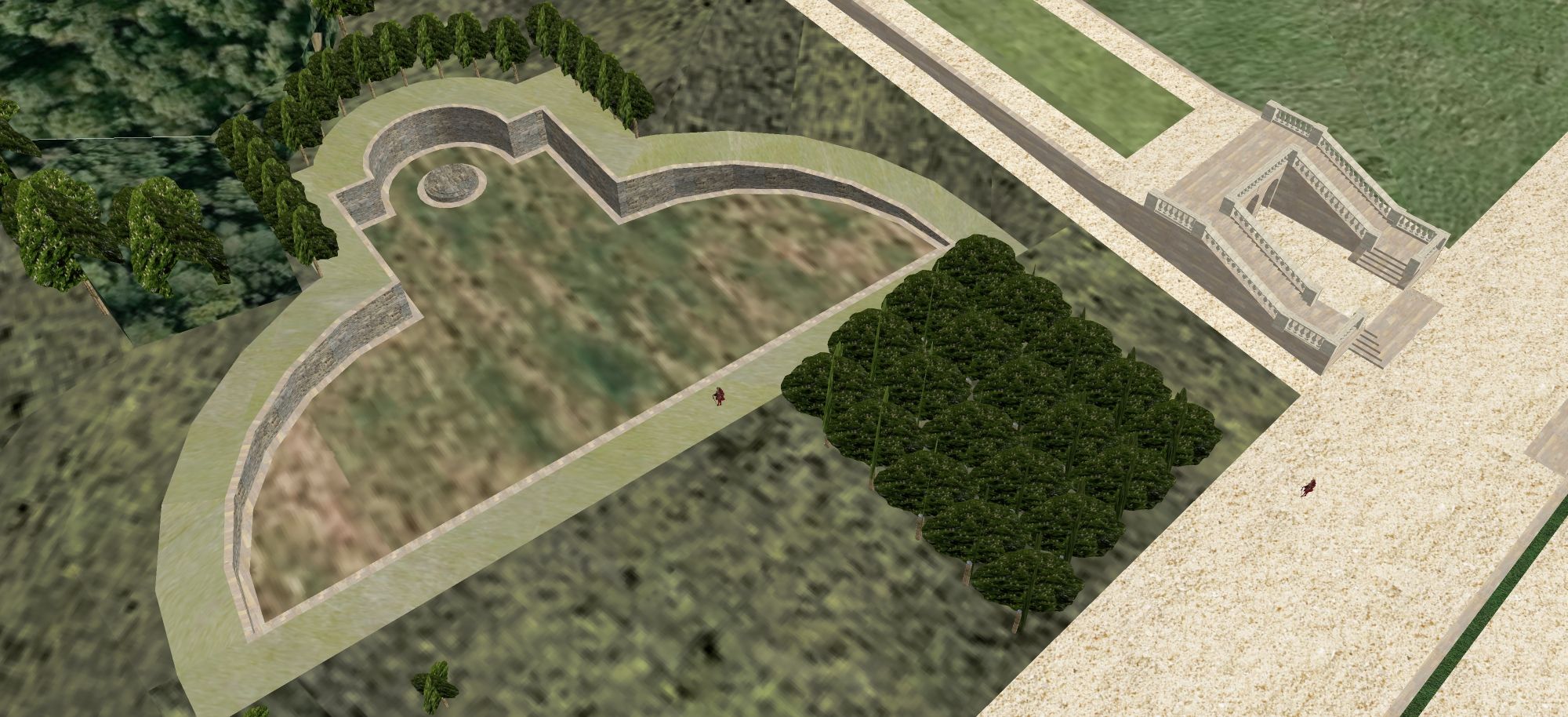
Vue de l'ancienne grotte et de la nouvelle grotte de Louis Le Vau.
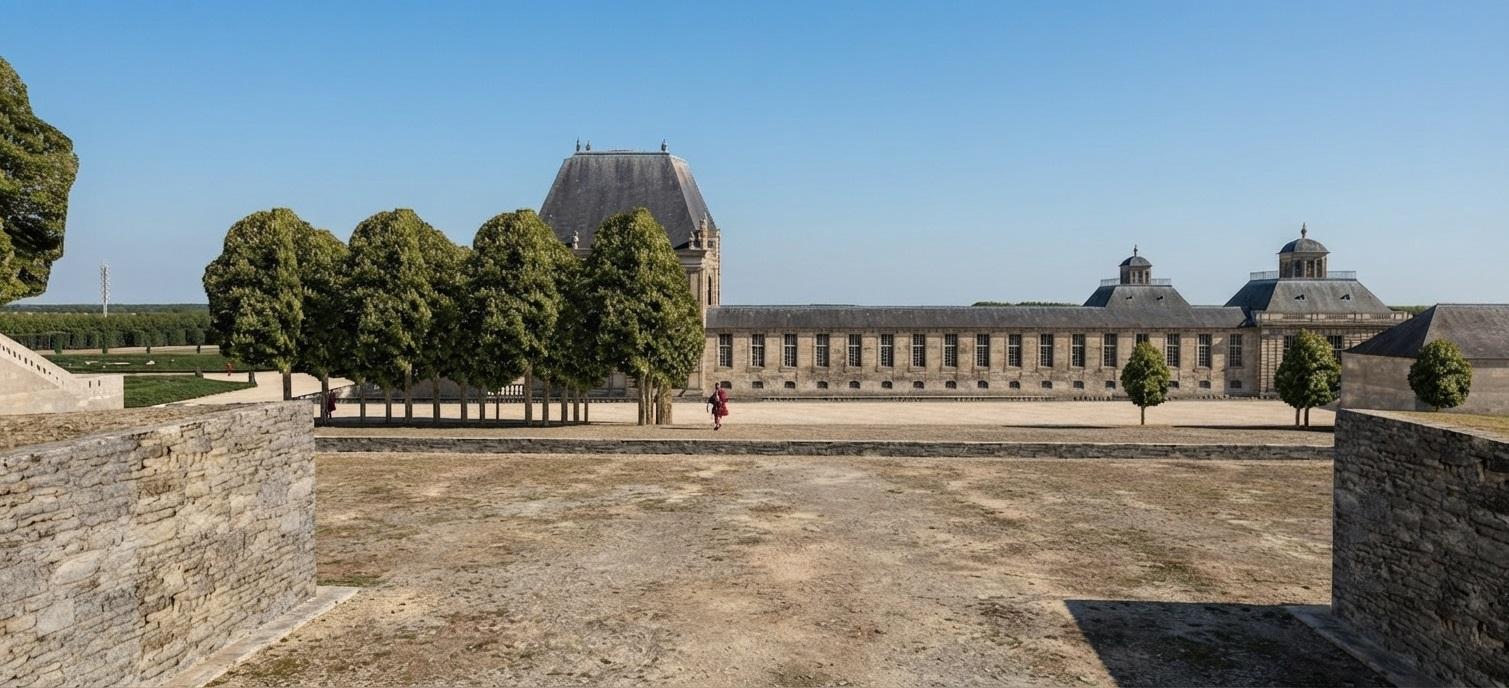
Vue depuis le haut de l'ancienne Grotte.
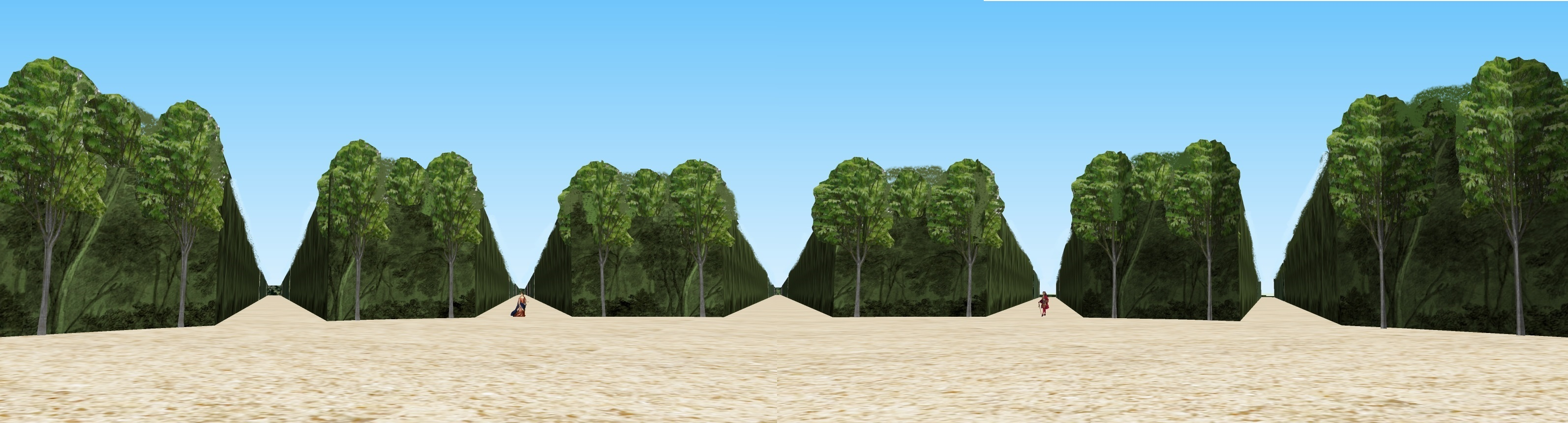
Schéma des allées en intersection sur la partie haute du domaine, près le Belvédère (comme à St Maur).
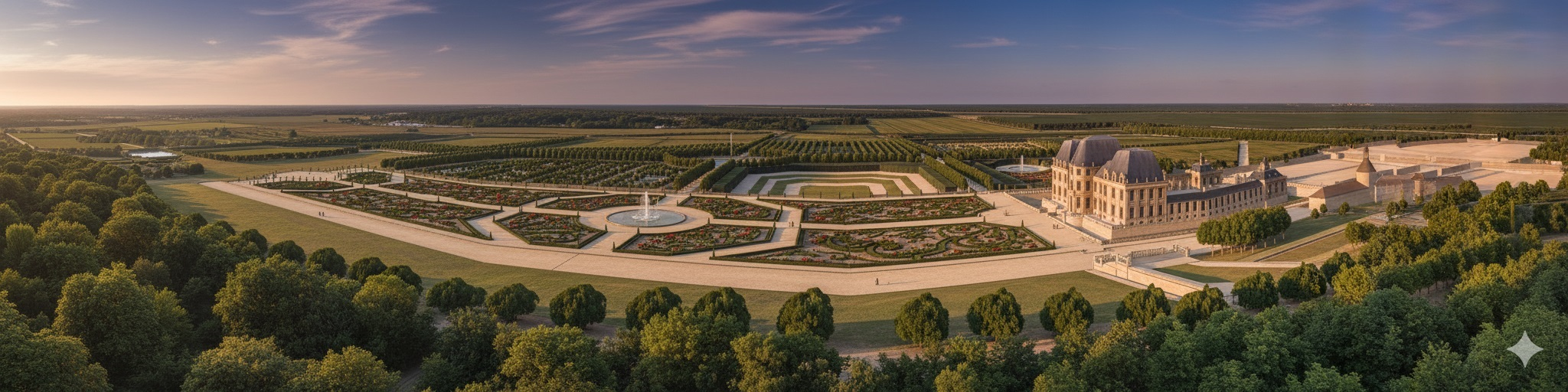
Schéma donnant la vision à 180 degrés depuis le Belvédère.

### Les ducs d'Orléans

#### Louis Philippe d'Orléans
En 1769, Louis-Philippe d'Orléans, achète le domaine du Raincy, moyennant un million de livres, en se défaisant de son château de Bagnolet.
Sur ce million, seuls 763 000 livres sont acquittées. 
Venant d'offrir, en 1767, la seigneurie voisine de Villemomble à Mademoiselle Le Marquis, dite Madame de Villemomble, avec laquelle il entretenait des liens cordiaux, et souhaitant continuer à pouvoir la rencontrer amicalement, il fit pratiquer le percement d'une porte dans le mur d'enceinte donnant sur Villemomble. Il confia la modification des intérieurs à l'architecte Henri Piètre, alors architecte ordinaire du prince.
Il fait aménager une salle à manger et reprendre la distribution intérieure du château. En mai 1773, la partie centrale du château est ravagée par un incendie, mais rapidement restaurée, elle est occupée ensuite par le duc et son épouse morganatique, Madame de Montesson.
Il fit redessiner le parc « à l'anglaise » par un certain Pottier, Chevalier de l'Ordre royal et militaire de Saint-Louis ce dernier, retiré du service militaire, s’était fait une réputation de dessinateur de jardins anglais ; ce fut l'un des premiers parcs à l'anglaise en France.
Vers 1773, c'est ce même Pottier qui le réaménage et l'agrémente de cascades artificielles et y fait bâtir des dépendances telles qu'une vacherie et, spécialement sur demande du duc d'Orléans qui était très féru de chasse, un chenil. Un accord fut signé entre le président Hocquart, alors seigneur de Gagny et de Montfermeil, et Louis-Philippe d'Orléans pour la réalisation d'un aqueduc afin d'alimenter les fontaines du château. Cet aqueduc prenait ses sources à la fontaine Martelet, le lac des Sept-Îles, et la fontaine Saint-Fiacre. Une pompe à feu fut construite par un mécanicien anglais nommé Spiring spécialement pour grossir le flux d'eau ; elle pompait dans une nappe située à 75 m en contrebas, cette dernière serpentait dans le parc sous forme de rivière artificielle et débouchait dans un lac où se trouvait un pavillon bâti sur un rocher en son milieu.
Le mur d'enceinte était alors percé de 5 portes d'accès : les portes de Gagny, de Villemomble, de Bondy, de Chelles, et la principale, la porte de Livry au flanc de laquelle se situait un lac, une laiterie, une orangerie située dans le parc de l'actuel lycée Albert Schweitzer. La porte de Chelles, située au lieu-dit le petit Raincy, abritait un appartement pouvant accueillir un hôte.
L'Ermitage nommé ainsi car d'après Charles Beauquier les jours de réception au château un domestique déguisé en ermite disait la bonne aventure aux invités.
Vers 1780, Carmontelle exécute plusieurs superbes vues du parc et du château du Raincy .

#### Philippe Égalité
En 1785, le fils de Louis-Philippe d'Orléans, Louis-Philippe Joseph d'Orléans, le futur Philippe Égalité, hérite du domaine après la mort de son père. 
En 1786, il ordonne d'embellir les jardins, le parc et le château. Pour cela il fait appel au jardinier écossais Thomas Blaikie. Réputé notamment pour la conception du jardin de Bagatelle, dont le style était très en vogue à l'époque, Blaikie transforma le parc en jardin paysager, une mode arrivant de Grande-Bretagne, et s’appliqua à répartir bosquets et plantations tout en respectant les irrégularités du terrain, comme le veut la conception de ces parcs nouvelle manière. Il y bâtit des installations agricoles, une ferme mais aussi une ménagerie, intégrées au parc paysager. Les fabriques du parc sont connues par de nombreuses gravures et par les tableaux de Carmontelle. La vieille Tour date de la première campagne de travaux, c'est-à-dire de 1777. Les constructions du Chenil, de la Ferme, de la vacherie et de l'orangerie, quant à elle, eurent lieu au cours des années 1786-1787. Parmi ces fabriques, il faut citer les maisons russes, construites sur la gauche de l'entrée principale du château, avec des rondins de bois, comme des isbas, qui furent particulièrement célèbres.
Alexander Howatson succéda à Blaikie : ce dernier le trouvait médiocre mais considérait malgré tout qu'il s'occupait avec brio des pelouses du château du Raincy dont il avait la charge.
Louis-Philippe Joseph d'Orléans engagea du personnel d’outre-Manche pour gérer l’ensemble des plantations et activités du parc. Formant une sorte de colonie, le personnel et leurs familles furent logés dans des maisons individuelles et autorisés à cultiver quelques arpents de terre pour leur propre compte. Progressivement, ce que l’on appellera le « hameau anglais » se constitua et la maison dite du régisseur (18 bis boulevard du Nord) en rappelle le souvenir.
À la fin de 1787, les relations entre Louis Philippe Joseph d'Orléans et la cour de Versailles se tendent, il est placé en "résidence surveillée" au Raincy.
En octobre 1789, Louis XVI l'envoie en Angleterre, d'où il revient au début du mois de juillet 1790. A son retour, il continue à faire planter le parc du Raincy et à y chasser.
Au début de 1792, le château du Raincy et son domaine sont rattachés à la commune de Livry.
Criblé de dettes, Louis Philippe Joseph d'Orléans doit passer en janvier 1792 un concordat avec ses créanciers, mais conserve l'usage de ses biens.
Le 6 avril 1793, il est arrêté, alors qu'il dinait au Raincy avec Marat et Sillery-Genlis. Incarcéré, il est guillotiné le 6 novembre 1793.
Le domaine du Raincy se trouve alors à l'abandon. Les animaux du zoo du parc sont transférés au Museum, le château est vidé de son mobilier et les scellés y sont apposés. En novembre 1793, le comité de salut public ordonne la réquisition des métaux, ce qui entraine le démontage de la toiture du château et le début de sa ruine. 
Le gouvernement souhaite conserver le domaine, qui est converti en un établissement rural d'élevage, finalement fermé en mai 1795. 

### Après la Révolution: divers occupants

#### M. Sanguin de Livry
En avril 1797, sur une décision du conseil des Cinq-Cents, le domaine du Raincy est mis en vente comme bien national, mais finalement attribué à Antoine Aglaé Hippolyte Sanguin de Livry, fils de Hippolyte François Sanguin de Livry, le vendeur du Raincy en 1769, créancier de la famille d'Orléans, auquel une partie du prix de l'acquisition n'avait jamais été payée. À partir de 1799, Sanguin de Livry loue le domaine au munitionnaire Gabriel Julien Ouvrard, qui donne dans l'orangerie des fêtes mémorables auxquelles participèrent notamment Madame Tallien, Madame Récamier et le danseur Trenitz.

#### Claude-Xavier Carvillon des Tillières
En 1801, Sanguin de Livry vend à Claude-Xavier Carvillon des Tillières le domaine dont Ouvrard est toujours locataire.

#### Gabriel-Julien Ouvrard
Le munitionnaire Gabriel-Julien Ouvrard, qui louait le château depuis 1799, l'achète en 1806 mais fait banqueroute l'année suivante. 
Ouvrard confia, vers 1802, la démolition et la reconstruction d'un édifice de taille plus modeste à l'architecte Louis-Martin Berthault. Ce dernier conserve l'aile ouest du grand château, en la remaniant. Il remanie également le parc. L'aspect de cette demeure de style néo-classique est connu par une gravure de 1808.
En 1807, le domaine revient à Claude-Xavier Carvillon des Tillières qui le loue au général Junot. 

#### Napoléon Ier
Le 11 avril 1812, le domaine - 193 hectares - est acheté à Carvillon des Tillières par l'État, pour l'empereur Napoléon Ier.
L'achat du Raincy se situe à l'apogée du Premier Empire, dont l'étoile va commencer à décliner avec l'échec de la campagne de Russie, lancée en juin 1812. Accaparé par les difficultés militaires et financières, l'empereur ne peut se consacrer au domaine du Raincy, qu'il entretient a minima, et où il ne viendra qu'à deux reprises pour y chasser, en avril 1812 et en février 1813.
Laissés à l'abandon, le château et son parc sont occupés au printemps 1814 par l'armée prussienne et l'armée russe . 

### Louis-Philippe
Dès la Première Restauration, une ordonnance du 20 avril 1814 rend le domaine au duc d'Orléans, le futur Louis-Philippe Ier et à sa sœur Madame Adélaïde. La succession de leur père, Philippe Égalité, étant grevée de nombreuses créances, ceux-ci préfèrent vendre le domaine.
Cependant, tous deux le rachètent lors de la vente aux enchères, le 16 juin 1819, juste avant laquelle les restes du château reconstruit en 1802 avaient été abattus. Désormais dépourvu de château, le parc comprend encore de nombreuses dépendances : maisons russes, écuries anglaises, logements de concierges, maison de l'inspecteur des chasses, maison de l'horloge, orangerie, ferme, laiterie, maison du piqueur, chenil... Par plusieurs acquisitions, le duc d'Orléans agrandit et fait reprendre les aménagements du parc du Raincy, portant sa contenance à 288 hectares. Il rachète sa part à sa sœur en 1825.
À la suite des ordonnances de Saint-Cloud, publiées le 26 juillet 1830, Louis-Philippe se réfugie dans les maisons russes, au Raincy, le domaine étant jugé plus sûr que sa résidence habituelle du château de Neuilly. Le 30 juillet 1830, il regagne Neuilly lorsqu'il est informé que Thiers s'y est rendu pour lui proposer la couronne. Le 17 août 1830, il fait donation de ses biens personnels, dont le Raincy, à ses fils, sous réserve d'usufruit. Par la suite, il ne s'en servit plus que comme domaine de chasse. Les invités logeaient alors dans les maisons russes.
À partir de 1843, des travaux sont envisagés pour l'ouverture d'une voie ferrée entre Paris et Meaux, nécessitant d'importants terrassements en bordure du parc du Raincy. Les travaux sont engagés en 1846, interrompus en 1847, repris en 1848, achevés et inaugurés en 1849.

### La révolution de 1848 puis le lotissement du parc
Lors de la révolution de février 1848, Louis-Philippe et sa famille doivent quitter précipitamment la France en abandonnant leurs domaines. Le roi ayant abdiqué le 24 février, une bande de forcenés force les portes du domaine dès le 26 février, décime le gibier du parc, en vandalise et en pille les édifices. Le domaine du Raincy est d'abord placé sous séquestre, puis purement et simplement confisqué : les décrets-lois du 22 janvier et du 27 mars 1852 en dépossèdent la maison d'Orléans pour le faire entrer dans le domaine de l'État, par ce que l'on a appelé « le premier vol de l'aigle ». Le parc est alors mis en culture et la chasse est louée. 
En 1854, l'administration, suivant la tendance à l'urbanisation des abords de Paris, projette le lotissement du parc, rendu effectif par la vente du domaine, le 11 janvier 1855, à une société civile qui commercialise progressivement les parcelles de terrain jusqu'en 1859. Pour les desservir, 26 km de voies sont aménagées, ainsi qu'une station de chemin de fer, et une église aménagée en 1858 dans l'ancienne grange de la ferme anglaise du duc d'Orléans. 
À partir de 1857, les résidents du Raincy commencent à demander le détachement de leur agglomération de la commune de Livry, dont elle faisait alors partie. Le 20 mai 1869, un décret crée la commune du Raincy, par détachement de celle de Livry. Une mairie et une école sont aménagées dans les anciennes maisons russes. Une partie du domaine forme, à partir de 1905, la commune des  Pavillons-sous-Bois.

### De nos jours
D'après des documents cartographiques de diverses époques, le château du Raincy se trouvait dans l'axe de l'actuelle avenue de la Résistance, légèrement au sud de l'actuel hôtel de ville. Sa façade d'arrivée donnait au Nord-Nord Est, sa façade arrière au Sud-Sud Ouest.
On y accédait depuis la route de Meaux (actuelle route nationale 3) par une longue et large allée bordée d'alignements d'arbres, correspondant à l'avenue Jean-Jaurès, sur la commune des Pavillons-sous-Bois, à l'entrée de laquelle se trouvent les deux pavillons de garde subsistants, puis à l'avenue Thiers, sur la commune du Raincy.
Certains des objets qui ornaient le château du Raincy se trouvent aujourd'hui au musée du Louvre, notamment des bustes en marbre d'Henri II, de Charles IX, d'Henri III et d'Henri IV.
Il ne reste rien du château proprement dit, seulement des vestiges de certaines fabriques du parc (le chenil, la ferme – actuelle église Saint-Louis – une partie de l'orangerie), un étang dans l'enceinte du lycée, ainsi que les deux pavillons de garde sur la route de Meaux, qui ont donné son nom à la commune des Pavillons-sous-Bois.

### Protections
Les vestiges du parc du château du Raincy et de ses dépendances, ancien chenil, ancienne grange de la ferme (actuelle église Saint-Louis), ancienne pièce d'eau de l'orangerie, pavillon de l'horloge de la maison du régisseur, fabriques, deux pavillons de garde (sur la commune des Pavillons-sous-Bois), font l'objet d'une inscription aux Monuments historiques depuis un arrêté du 17 février 1982. 
Le site de l'actuel lycée Albert Schweitzer, avec son étang et l'ancienne orangerie, font l'objet d'une inscription aux Monuments historiques, depuis un arrêté du 16 juillet 2002 .

### Sources et bibliographie
- Jean Marot, Recueil des plans, profils et élévations des [sic] plusieurs palais, chasteaux, églises, sépultures, grotes et hostels bâtis dans Paris et aux environs par les meilleurs architectes du royaume desseignez, mesurés et gravez par Jean Marot, vues 24, 25, 26, 27, 28 et 29 (Voir)
- Jean Astruc, Le Raincy "Forêt j'étais ville je suis", 1969, Ville du Raincy, 200 pages, 32 planches hors texte.